# 黄润苏
黄润苏（1922年7月—2025年6月9日），女，字曼琴，号澹园，四川荣县人。中国诗词学者，复旦大学副教授。九三学社社员，中华诗词学会会员，上海市诗词学会理事，纽约四海诗社名誉社长、顾问。

## 生平
1922年，黄润苏出生于川南荣县。父亲曾留学日本，出任过兰州道台。黄润苏就读于私立成都华英女子中学。1940年考入成都金陵女子大学。1941年10月，转入昆明中法大学，期间结识了同样转学的刘铸晋。1942年5月，日军从缅甸向滇西发起进攻，黄润苏和其他川籍学生一起结伴返川。1942年9月，就近转学进入北碚国立复旦大学文学院中国文学系，师从陈子展、马宗融、章靳以、方令儒、卢前等老师。1945年7月毕业后，黄润苏与刘铸晋订婚，两人在私立成都华英女子中学任教。1948年，刘铸晋赴美国留学，后因朝鲜战争延误回国。1955年，刘铸晋进入中国科学院上海有机化学研究所工作。1956年至1988年，黄润苏在复旦大学中国语言文学系工作。2025年6月9日2时31分在上海泰康之家申园医院逝世。

## 出版物
- . 上海: 学林出版社. 2001. ISBN 7-80616-943-1.
- . 上海: 复旦大学出版社. 1991. ISBN 7-309-00584-8.
- . 上海: 上海教育出版社. 1989. ISBN 7-5320-1063-5.